# Louis Kuypers
Louis Gertrudus Gerardus Adrianus Kuypers (Louis G.G.A. Kuypers, Rijsbergen, 5 december 1924 – Breda, 27 januari 2003) was een Nederlands kerkmusicus, priester en theoloog.
Hij was zoon van hoofdonderwijzer van een jongensschool Petrus Hubertus Kuijpers en Cornelie Elisabeth Adriana Petronella Maria Smans.
Hij kreeg zijn basisopleiding van 1937 aan het kleinseminarie Ypelaar in Breda. Zijn muziekopleiding in kerk- en schoolmuziek verkreeg hij aan het Conservatorium van Tilburg en dat van Rotterdam. In 1949 werd hij tot priester gewijd.
Hij werd in dat jaar ook muziekonderwijzer aan het seminarie Ypelaar; hij was er ook leider van het Schola Cantorum. Hij was van 1963 tot 1969 betrokken bij de Gregoriusvereniging van Bisdom Breda. Van 1969 tot 1985 bekleedde hij de functie van directeur van het Nederlands Instituut voor Katholieke Muziek in Utrecht. Hij bekleedde vanaf toen een aantal functies binnen de kerkelijke muziek, zoals het voorzitterschap van de Katholieke Klokken- en Orgelraad. In aanvulling daarop publiceerde hij artikelen over kerkmuziek.
Hij overleed in het Amphia Ziekenhuis te Breda. Hij ligt begraven op de begraafplaats bij de Sint-Bavokerk te Rijsbergen.